# Apti Alaudinov

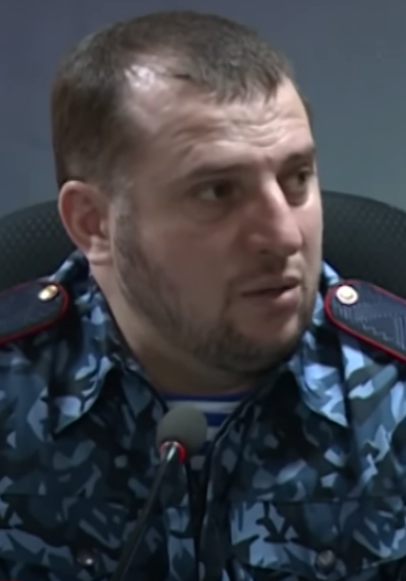
Apti Alaudinov năm 2015

Apti Alaudinov (tiếng Nga: Апти Аронович Алаудинов/Апти Алаудинов; sinh ngày 5 tháng 10 năm 1973 tại Stavropol Krai thuộc Liên Xô cũ) là một Thiếu tướng người Nga và là thành viên cấp cao của Trung đoàn cơ giới 141 thuộc Vệ binh quốc gia Nga. Ông sinh ra trong một gia đình người Chechnya. Cha ông là một sĩ quan trong Lực lượng vũ trang Liên Xô. Ông hiện là tư lệnh phụ trách mặt trận tỉnh Kursk để chỉ huy các lực lượng Nga phòng thủ trước cuộc tấn công tỉnh Kursk năm 2024 của lực lượng Vũ trang Ukraina diễn ra vào tháng 8 năm 2024.

## Binh nghiệp
Trong cuộc nội chiến Chechnya và Chiến tranh Chechnya lần thứ nhất vào những năm 1990, Alaudinov đã mất mát khoảng 20 người thân, bao gồm cha, chú và anh trai của ông nhưng lúc đó ông không tham gia vào những sự kiện này. Năm 2001, ông tốt nghiệp Đại học Nhà nước Chechnya với bằng luật học. Trong Chiến tranh Chechnya lần thứ hai, ông Apti tiếp tục hỗ trợ lực lượng liên bang, lần này là dưới quyền chỉ huy của Vladimir Putin. Sau đó, Alaudinov bắt đầu sự nghiệp của mình trong đơn vị phòng chống tội phạm có tổ chức của Bộ Nội vụ Chechnya. Ông đã được cho là xuất hiện tại vụ ám sát chỉ huy lực lượng đặc biệt Movladi Baisarov ở Moscow vào tháng 11 năm 2006. Chiến dịch này được trung úy Adam Delimkhanov chỉ huy lực lượng Kadyrov thực hiện.

## Chiến tranh Ukraina
Vào ngày 26 tháng 2 năm 2022, lúc này đã diễn ra chiến dịch quân sự đặc biệt do Nga khai chiến, lúc đó có thông tin cho biết Tướng Magomed Tushayev của Sư đoàn 141 đã bị Lực lượng vũ trang Ukraina tiêu diệt cùng với hầu hết quân lính cấp dưới của ông trong trận Hostomel. Nhưng vào ngày 16 tháng 3 năm 2022, Tushayev tuyên bố ông vẫn còn sống. Ngay sau đó vào ngày 17 tháng 3 năm 2022, Ramzan Kadyrov tuyên bố ông ta sẽ gửi 1.000 quân để trợ chiến, giúp sức cho chiến dịch quân sự đặc biệt và đội quân Chechnya này sẽ do Alaudinov chỉ huy. Vào tháng 2 năm 2023, có tin cho rằng Alaudinov được cho là đã bị đầu độc bằng một lá thư có tẩm chất độc. Vào tháng 6 năm 2023, Alaudinov được bổ nhiệm làm chỉ huy của Sư đoàn 141. Vào tháng 4 năm 2024, chính phủ Đan Mạch và Thụy Điển đã công bố một báo cáo liệt kê Alaudinov là một trong bốn nhà lãnh đạo của người Chechnya. Vào ngày 20 tháng 6 năm 2024, ông Alaudinov đã xuất hiện trên chương trình phát sóng truyền hình quốc gia của Olga Skabeyeva, nơi ông nói về sự kết thúc của Chiến dịch quân sự đặc biệt (SMO). Ông cho rằng lực lượng Ukraina đã bị thu hút tập trung vào khu vực Kharkiv Oblast nơi họ sẽ bị tiêu diệt trong trận chiến cuối cùng vào năm 2024.
Vào ngày 9 tháng 8 năm 2024, thiếu tướng Alaudinov cho biết rằng lực lượng Ukraine đã tấn công vào tỉnh Kursk, nơi lực lượng Chechen đã đồn trú kể từ tháng 4 năm 2024. Trong lúc chiến sự đang diễn ra ác liệt, vào ngày 19 tháng 8 năm 2024, Alaudinov đã chỉ trích những người Nga phàn nàn rằng những người lính nghĩa vụ bị buộc phải ném vào mặt trận bảo vệ tỉnh Kursk Oblast. Những người lính nghĩa vụ này đã được Vladimir Putin miễn phục vụ quân dịch trong cuộc xâm lược Ukraine của Nga và ông ta không bao giờ mong đợi người Ukraina tấn công Nga. Báo chí đưa tin khi phỏng vấn thì Alaudinov hứa rằng những người bị giết sẽ được lên thẳng thiên đường. Một nhà nghiên cứu về Moscow cho biết trong khi Cơ quan An ninh Liên bang Nga (FSB) và lực lượng Kadyrovites được giao nhiệm vụ phụ trách bảo vệ biên giới, thì giờ đây khi quân đội Ukraina đã đạt được tiến triển trong lãnh thổ nước Nga, thì một số lính nghĩa vụ từ Quân khu Leningrad và Quân khu Moscow đã được phái đến tỉnh Kursk để tăng viện và tờ Daily Telegraph cho biết Alaudinov đã chế giễu những bà mẹ của những người lính nghĩa vụ này.
Trong trận chiến với Ukraina, viên chỉ huy này đã có quyết định quan trọng là chỉ huy đã thành công trong việc vô hiệu hóa các nỗ lực của quân đội Ukraine nhằm tiến vào và kiểm soát sân bay Kursk. Một phần quan trọng trong chiến lược phòng thủ sân bay là kiểm soát chặt chẽ các con đường và các điểm giao cắt chiến lược dẫn đến khu vực này. Lực lượng của Alaudinov đã thiết lập các chốt chặn, triển khai các đơn vị chống tăng và gài mìn trên các hướng tiếp cận tiềm tàng, tạo thành một vành đai phòng thủ nhiều lớp. Khi các nhóm đột kích của Ukraine tìm cách vượt qua vành đai ngoài, các đơn vị cơ động của Akhmat sẽ nhanh chóng được điều động để phản kích. Việc chặn thành công đường tiến của quân đội Ukraine về phía sân bay Kursk Vostochny (căn cứ không quân Khalino) có ý nghĩa chiến lược vô cùng to lớn đối với Nga, cả về mặt quân sự, hậu cần.

## Khen thưởng
- Anh hùng Liên bang Nga (năm 2022)
- Anh hùng Cộng hòa Nhân dân Lugansk
- Anh hùng Cộng hòa Chechen (năm 2023)